# Stenopomyia rhagioniformis
Stenopomyia rhagioniformis är en tvåvingeart som beskrevs av Lyneborg 1976. Stenopomyia rhagioniformis ingår i släktet Stenopomyia och familjen stilettflugor.
Artens utbredningsområde är Madagaskar. Inga underarter finns listade i Catalogue of Life.